# کانوی (داکوتای شمالی)
کانوی(به انگلیسی: Conway) شهری در ایالت داکوتای شمالی کشور ایالات متحده آمریکا است که جمعیت آن در سرشماری سال ۲۰۱۰ میلادی، ۲۳ نفر بوده‌است.